# 1968 en Nouvelle-Écosse
Chronologie de la Nouvelle-Écosse
- 1964
- 1965
- 1966
- 1967
- 1968
- 1969
- 1970
- 1971
- 1972

Cette page concerne des événements survenus en 1968 dans la province canadienne de Nouvelle-Écosse.

## Politique
- Premier ministre : George Isaac Smith
- Chef de l'Opposition :
- Lieutenant-gouverneur : Henry Poole MacKeen puis Victor deBedia Oland
- Législature :

## Événements
- octobre : fondation de la Fédération acadienne de la Nouvelle-Écosse.

## Naissances
- Mark Farrell, scénariste, acteur, producteur et réalisateur canadien né à Halifax.

- John Paul Tremblay, acteur et scénariste canadien né à Halifax.

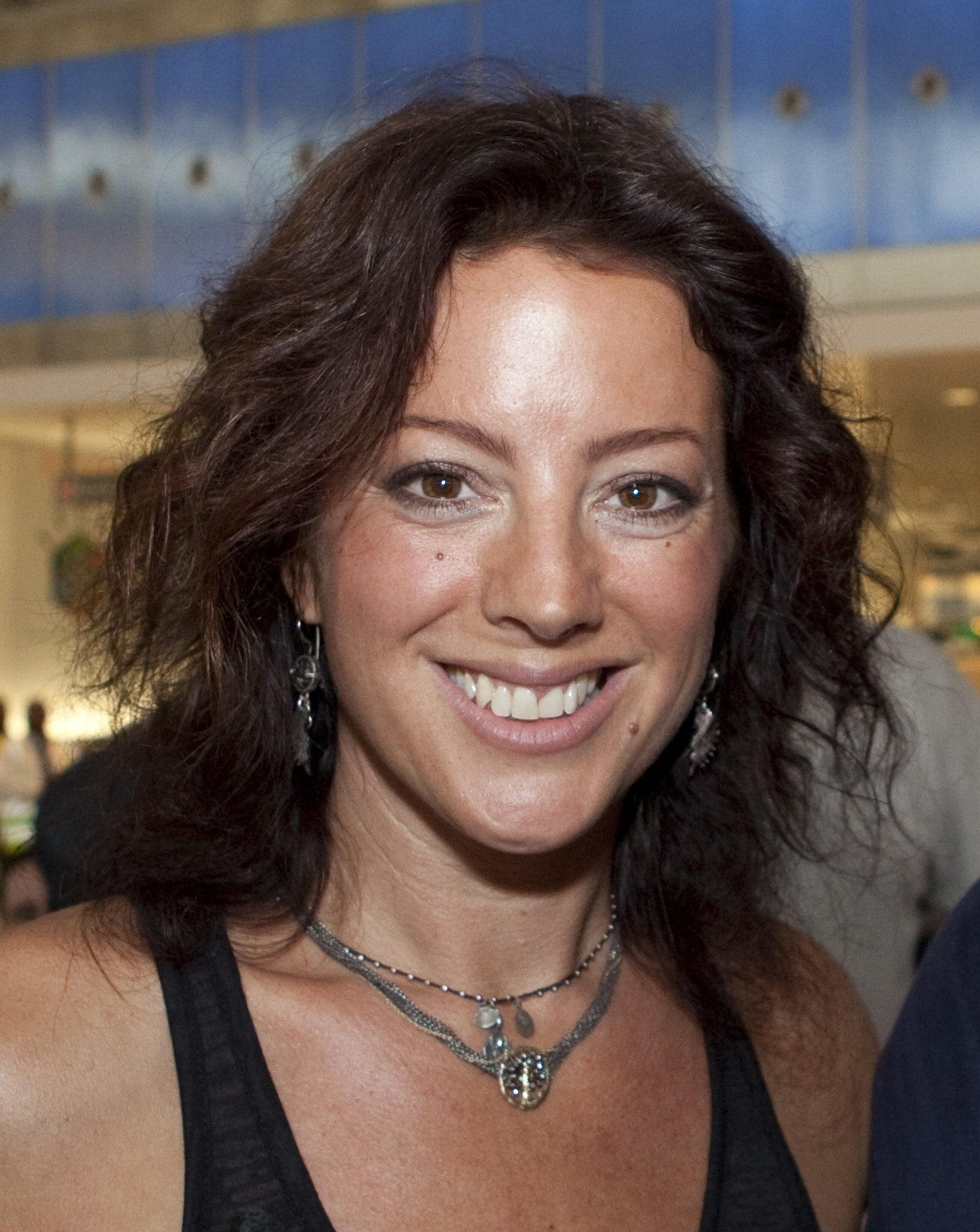
Sarah McLachlan en 2010.

- 28 janvier : Sarah Ann McLachlan (née à Halifax), chanteuse et musicienne canadienne. Elle est la fondatrice du festival de musique Lilith Fair, dont les artistes sont toutes des femmes.

- 20 août à Shelburne : Jody Holden, joueur de beach-volley canadien.

- 23 septembre à Halifax : Raymond Tyler Downey, connu sous le nom de Ray Downey, boxeur canadien.